# Anhåll
Anhåll är en del av ett verktyg eller en maskin som tjänar som stöd för arbetsstycket vid bearbetning för att få noggranna mått och vinklar. Anhållet på en vinkelhake eller en smygvinkel ger stöd vid uppritning av en linje eller väljbar vinkel på det tänkta arbetsstycket.
Anhåll finns på flera olika träbearbetningsmaskiner som till exempel cirkelsågar, bandsåg, rikthyvel med flera. Ett anhåll underlättar för maskinoperatören att få en bättre exakthet av arbetsstycket vid bearbetning. En del maskiner är utrustade med ett ställbart anhåll för önskad vinkling av arbetsstycket.